# Voto acumulativo
Voto acumulativo es una fórmula electoral mayoritaria en circunscripciones plurinominales en la que el elector tiene tantos votos como el número de escaños que le corresponden a la circunscripción y dispone de la posibilidad de utilizarlos para votar a un único candidato (o no hacerlo distribuyéndolos entre más de uno de los candidatos presentados). Si el número de escaños asignados a la circunscripción es elevado y los electores concentran su voto puede permitir que algún partido pequeño consiga representación. Este sistema es el utilizado en el Estado norteamericano de Illinois.

## Ejemplo
|  |  |  |

La circunscripción representada en la imagen adjunta tiene tres escaños por lo que el elector dispone de tres votos que puede distribuir de la forma que quiera entre los cinco candidatos presentados. En el primer caso, el elector ha decidido acumular los tres votos en Henry Ford; en el segundo, ha dado dos votos a Henry Ford y uno a Mary Hill; y en el tercer caso los ha repartido entre Henry Ford, Jane Doe y Mary Hill.